# (202819) Carlosánchez
(202819) Carlosánchez est un astéroïde de la ceinture principale.

## Description
(202819) Carlosánchez est un astéroïde de la ceinture principale. Il fut découvert le 26 septembre 2008 à La Cañada par Juan Lacruz. Il présente une orbite caractérisée par un demi-grand axe de 2,69 UA, une excentricité de 0,04 et une inclinaison de 6,1° par rapport à l'écliptique.

## Compléments